# Пырейник собачий
Пыре́йник соба́чий (лат. Élymus canínus) — многолетний рыхлодерновинный злак, вид рода Пырейник (Elymus).

## Ботаническое описание
Многолетнее растение, образующее рыхлые дерновинки. Стебли 30—110(150) см высотой, с 2—5 узлами, простые, голые или мелковолосистые в узлах и над ними, в нижней части нередко изогнутые.
Листья плоские, ярко-зелёные, широколинейные, 10—30 см длиной и 4—13 мм шириной, шероховатые, с верхней стороны редковолосистые или голые, с нижней стороны нижние листья по средней жилке иногда волосистые. Язычок плёнчатый, до 1,5 мм длиной.
Колос 5—20 см длиной, зелёный или сиреневатый, поникающий или прямостоячий, ось его шероховатая, в углах иногда волосистая. Колоски 1—2 см длиной, очерёдные, в двух супротивных рядах, о 2—6 цветках, прижатые к оси колоса. Колосковые чешуи 7—11 мм длиной, неопадающие, ланцетные до узкопродолговатых, без киля, на верхушке острые, с 2—6 хорошо выраженными жилками, иногда с короткой (до 3 мм) остью, выходящей в 1,7—6 мм от верхушки. Нижняя цветковая чешуя 8—13 мм длиной, ланцетно-продолговатая, с 5 жилками, без киля, в нижней, а иногда и в верхней части волосистая, с прямой или извилистой остью до 2 см длиной, реже безостая. Верхняя цветковая чешуя узкоэллиптическая, с двумя килями. Пыльники 2—3,5 мм длиной.
Зерновка узкоэллиптическая, скрыта в верхней и нижней цветковых чешуях.

## Распространение и экология
Широко распространённый в Европе вид, на востоке заходящий в Южную Сибирь и Центральную Азию.
Встречается в лесах, по берегам рек, в зарослях кустарников.
Рыхлокустовой, верховой, очень зимостойкий и холодостойкий, среднеспелый злак. Прекрасно зимует в годы с ограниченным и мощным снежным покровом. Весной и осенью растение выдерживает заморозки до —5 °С. В годы с недостатком влаги снижает урожай отавы. По засухоустойчивости уступает пырейнику волокнистому (Elymus fibrosus). Выдерживает временное переувлажнение почвы весной. Успешно растёт на разных типах почв Нечернозёмной зоны, лучше на дерново-подзолистых плодородных, средне и слабокислых, на осушенных торфяниках.
Размножается семенами и вегетативно — частями куста. Всхожесть семян сохраняется 3—4 лет. Семена в поле начинают прорастать при 4—6 °С, быстрее при 8—9 °С. Всходы появляются неравномерно и растут медленно. Вегетационный период длится 85—95 дней, иногда до 106 дней.

## Значение и применение
Всеми видами домашних животных поедается удовлетворительно на пастбище и в сене. Удовлетворительно поедается маралами. На силос пригодна зелёная масса, убранная в фазе полного колошения.

## Таксономия

### Синонимы
- Agropyron abchazicum Woronow, 1912
- Agropyron biflorum (Brign.) Roem. & Schult., 1817
- Agropyron caninum (L.) P.Beauv., 1812
- Agropyron caninum subsp. biflorum (Brign.) Arcang., 1882
- Agropyron caninum var. biflorum (Brign.) Parl., 1850
- Agropyron donianum F.B.White, 1890
- Agropyron sepium (Lam.) P.Beauv., 1812
- Brachypodium caninum (L.) F.Herm. ex Lindm., 1918
- Braconotia canina (L.) Fourr., 1869
- Braconotia elymoides Godr., 1844, nom. illeg.
- Elymus donianus (F.B.White) Á.Löve & D.Löve, 1964
- Elymus trachycaulus subsp. donianus (F.B.White) Á.Löve, 1984
- Elytrigia canina (L.) Drobow, 1941
- Festuca nutans Moench, 1794
- Goulardia biflora (Brign.) Husn., 1899
- Goulardia canina (L.) Husn., 1899
- Roegneria behmii Melderis, 1953
- Roegneria canina (L.) Nevski, 1934
- Roegneria doniana (F.B.White) Melderis, 1950
- Roegneria tuskaulensis Vassilcz., 1953
- Triticum biflorum Brign., 1810
- Triticum caninum L., 1753basionym
- Triticum rupestre Fisch. ex Link, 1821
- Triticum sepium Lam., 1779
- Triticum supinum Buc'hoz, 1799
- Zeia canina (L.) Lunell, 1915

и другие.